# Haplotmarus plumatilis
Haplotmarus plumatilis là một loài nhện trong họ Thomisidae.
Loài này thuộc chi Haplotmarus. Haplotmarus plumatilis được Eugène Simon miêu tả năm 1909.